# Корисничка истраживања
Корисничка истраживања се фокусирају на разумевање корисничког понашања, потреба и мотива кроз посматрања техника, пословних анализа и других критичних методологија. Ова област истраживања има за циљ да побољша употребљивост производа укључивањем експерименталних и посматраних истраживачких метода као водич за пројектовање, развој и финализацију производа. Кориснички истраживачи често раде заједно са дизајнерима, инжењерима и програмерима у свим фазама стварања и идеализације производа.
Истраживање корисника је итеративан, цикличан процес у коме посматрање указује на проблем простора за које је предложено решење. На основу ових предлога, креирају се прототипи, а затим се тестирају над циљном групом корисника. Процес се понавља онолико пута колико је потребно.
Врсте корисничких истраживања, које се могу или требају извршити, зависе од врсте веб локације, система или апликације које се развијају, од временског следа и окружења.

## Апликације
- Развој софтвера
- UX дизајн

Корисничка истраживања повезана су са облашћу дизајна. У многим случајевима, неко ко ради на терену може да преузме обе улоге (истраживача и дизајнера). Алтернативно, ове улоге се такође могу раздвојити и тимови дизајнера и истраживача морају сарађивати кроз своје пројекте.

## Методе
Широк спектар истраживачких метода доступан је у пољу корисничког истраживања. Да би се боље разумело када се користи која метода, корисно их је погледати дуж тродимензионалног оквира са следећим осима:
- Став према понашању
- Квалитативни наспрам квантитативног
- Контекст употребе

Што се тиче корисничких истраживања у пољу дизајна, истраживањима се обично приступа са емпатичном перспективом како би се хуманизовали подаци прикупљени о људима. Ова метода се такође може упутити на приступ решавању проблема усмерен на човека. Кориснички истраживач има за циљ да открије препреке или фрустрације са којима се суочавају корисници у интеракцији са производима, услугама или системима. Јединствени аспект корисничког истраживања је истраживање бренда корисничког искуства (UX) које се фокусира на осећања, мисли и ситуације кроз које корисници пролазе док комуницирају са производима, услугама и системима. Професионалци који раде на разумевању ових препрека називају се UX истраживачима.

### Квалитативне методе
- Етнографске студије
- Партизанско тестирање
- Скрипте
- Ликови
- Испитивање
- Фокус-групе
- Сортирање картица
- Контекстуалан дизајн
- Паралелан дизајн
- Прототип
- Анализа задатака
- Анализа садржаја[7]

### Квантитативне методе
- Анкете
- Праћење ока
- Веб аналитика
- А/Б тестирање